# Ixora florida
Ixora florida är en måreväxtart som beskrevs av Spencer Le Marchant Moore. Ixora florida ingår i släktet Ixora och familjen måreväxter. Inga underarter finns listade i Catalogue of Life.